# تشارلي لي
تشارلي لي (بالإنجليزية: Charlie Lee)‏ (5 يناير 1987 بوايت تشابل في المملكة المتحدة - ) هو لاعب كرة قدم بريطاني في مركزي الوسط والدفاع. لعب مع توتنهام هوتسبير وستيفيناغ بوروه ونادي بيتربورو يونايتد ونادي غيلينغهام ونادي ميلوول.

## وصلات خارجية
- تشارلي لي على موقع قاعدة بيانات كرة القدم.إي يو (الإنجليزية)
- تشارلي لي على موقع Soccerbase.com (لاعب) (الإنجليزية)
- تشارلي لي على موقع Soccerway.com (الإنجليزية)